# Industriens Hus
Industriens Hus, på hjørnet af Vesterbrogade og H.C. Andersens Boulevard umiddelbart over for Rådhuspladsen i Indre By, København, er hovedsæde for arbejdsgiverorganisationen Dansk Industri. Bygningen har siden 1950 været kendt for sine mange lysreklamer på facaden. 40.000 køretøjer passerer dagligt bygningen.
Industrien har haft til huse på adressen helt tilbage til 1872. Oprindeligt lå der en såkaldt accisebod – en slags toldbod – på stedet, hvor Industribygningen blev bygget i 1872. Bygningen blev opført som udstillingsbygning til at huse Den nordiske Industri- og Konstudstilling i Kjøbenhavn 1872, og var derved et bygningsværk fra tiden med de store internationale udstillinger i lighed med f.eks. udstillingsbygningerne : Grand Palais i Paris og The Crystal Palace i London. Den var tegnet af Vilhelm Klein.   Industriforeningen tog bygningen i brug i 1880. 
I 1937 indviedes biografen Palladium i stueetagen, tegnet af Ernst Kühn. 
I 1977 blev den efterhånden meget utidssvarende bygning nedrevet, og en ny på 24.654 m² blev opført efter tegninger af arkitekt Erik Møller. Den blev taget i brug i juli 1979 af det daværende Industrirådet, der i 1910 havde afløst Industriforeningen. Stueetagen blev udlagt til et butikscenter ved navn Rådhusarkaden, der bl.a. rummede en ny biograf. I 1990 opførtes en stor glaspyramide i gårdhaven. Pyramiden anvendtes til udstillinger, konferencer og koncerter. 
I 2011 indledtes en gennemgribende omdannelse af Industriens Hus, idet alt andet end råhuset i beton, bestående af etagedækkene og de bærende søjler, blev fjernet. Der blev tilføjet 2-3 etager – op til i alt 8 etager – mod H.C. Andersens Boulevard og Vesterbrogade, og apteringen og montage af nye glasfacader m.m. fortsatte i 2012. Det nye Industriens Hus, som herefter har et helt nyt arkitektonisk udtryk, stod klar til indflytning i foråret 2013.